# Repetiție (muzică)

Semn de repetiție

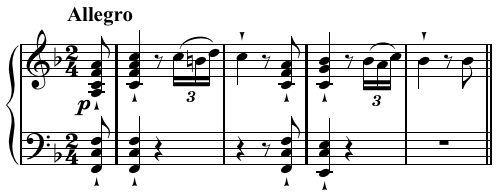
Repetiție în Sonata în F Major, op. 10 nr. 2 a lui Beethoven (Jonas 1982, p.3)

Repetiția este importantă in muzică, unde sunetele sau secvențele sunt adesea repetate. Aceasta poate fi numită și retratare, cum ar fi retratarea unei teme. 

## Prezentare
În timp ce repetiția joacă un rol în toată muzica, zgomotul și tonurile muzicale situate de-a lungul unui spectru neregulat la sunete periodice, (Moravcsik, 114) sunt deosebit de importante în stiluri specifice. O repetiție literală a unui pasaj muzical este adesea indicată prin utilizarea unui semn de repetiție, sau cu instrucțiunile Da Capo al Fine sau Dal Segno.
„Repetiția este o parte integrantă a simetriei și a stabililizării motivelor. Veți găsi o figură melodică sau ritmică ce vă va placea, și-o veți repeta pe parcursul melodiei. Acest fel de repetiție... ajută la unificarea melodiei, acesta este echivalentul melodic constant, și servește ca un factor de identificare pentru ascultători. Cu toate acestea, prea multe încercări de acest gen pot fi enervante.”—(Miller, 106)
„Memoria afectează experiența muzicală și ascultarea ei, atât de profund încât nu ar trebui să fie o hiperbolă - să spunem că fără memorie nu ar exista muzica. Zeci de teoreticieni și filosofi au remarcat... că muzica se bazează pe repetiție. Muzica funcționează pentru că ne aducem aminte de tonurile pe care tocmai le-am auzit. Repetiția, atunci când este reprodusă cu pricepere de către un maestru compozitor, satisface ~emoțional~ creierul nostru, și face ca ascultarea piesei să fie cât mai plăcută.”—(Levitin)

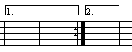
Semnul de repetiție la sfârșit

Theodor Adorno a criticat repetiția și muzica populară ca fiind psihotice și infantile. În schimb, Richard Middleton (1990) susține că în timp, repetiția este o caracteristică a muzicii de orice fel, iar un nivel ridicat de repetiții pot fi un semn specific al muzicii populare.(Middleton 1990, p.. 139). Nu există nici o normă universală sau convențională pentru numărul de repetiții - toată muzica, conține repetiție - dar în cantități diferite și de o varietate enormă de tipuri. (Middleton 1990, p.. 268)

Segno

Astfel Middleton (1999) face distincția între repetiția discursivă și musematică. Un museme este o unitate minimă de sens, analog cu morfem în lingvistică, și repetiția musematică este la nivelul figurii scurte, adesea utilizată pentru a genera un cadru structural întreg." Repetiție discursive este "la nivelul fraza sau secțiune, care, în general, ce funcționează ca parte a unui argument. Repetiția Musematică include circularitate, relații sincrone, și deschidere. Repetiția discursivă include liniaritatea, controlul rațional, și auto-suficiență. Repetiția discursivă este cel mai adesea "plasată" în repetiții mai mari și poate fi considerată secțiune, în timp ce repetiția musematică poate fi gandită ca aditiv. (P. 146-8) Repetiția discursivă este, și repetitivă și non-repetitivă, (Lott, p.. 174) cum ar fi repetiția aceleiași figuri ritmice cu note diferite.
În timpul epocii clasice, concertele muzicale au fost evenimente foarte așteptate, și pentru că unei persoane i-a placut o bucată muzicală și nu a putut să o asculte din nou, muzicienii au trebuit să se gândească la o modalitate de a face ca unele bucăți muzicale sau mișcări, să se repete, prin urmare ar face muzica să fie foarte repetitivă, fără a fi plictisitoare. (Bowen)
Repetiția este importantă în formă muzicală. (Benward & Saker, 315), Schenker a susținut că tehnica muzicală, caracteristic - izbitoare și distinctivă este repetiție (Kivy, 327), în timp ce Boulez susține că un nivel ridicat de "interes" și de variație în repetiție (analogie și diferență - recunoaștere și nerecunoaștere) este caracteristică tuturor muzicienilor, mai ales muzicienilor contemporani, și dialectici. --[Conversație] (Campbell, 154)
La nivelul tonului, repetiția creează o dronă.